# Хисторик Крю Стэдиум
«Хи́сторик Крю Стэ́диум» (англ. Historic Crew Stadium) — футбольный стадион, расположенный в городе Колумбус, штата Огайо, США. Домашний стадион профессионального футбольного клуба «Коламбус Крю», выступающего в MLS, высшей футбольной лиге США и Канады. Стал первым стадионом MLS построенным специально для футбольного клуба лиги.

## История
Начиная с первого сезона лиги MLS в 1996 году, клубы лиги проводили домашние матчи на стадионах, принадлежавших местным командам по американскому футболу. «Коламбус Крю» провёл первые три сезона на 90-тысячном «Огайо Стэдиум», принадлежавшему команде Университета штата Огайо. Стадион был плохо приспособлен для матчей клуба из-за огромных трибун и малого размера игрового поля. После запланированного закрытия стадиона на реконструкцию в 1998 году, клуб принял решение на постройку собственного стадиона.
Стадион был построен менее чем за год на средства владельца команды, Ламара Ханта. Он стал первым крупным стадионом в стране предназначенным специально для игры в футбол. С момента его завершения в лиге началась волна постройки новых специализированных стадионов для клубов лиги.
Вместимость стадиона с момента открытия была 22 555 мест. В 2008 году, в связи с постройкой сцены для концертов в северной части стадиона, вместимость была снижена до 20 145 мест.
С момента открытия стадиона по 2015 год у него не было коммерческого спонсора и он был известен как «Кола́мбус Крю Стэ́диум» или просто «Крю Стэдиум». 3 марта 2015 года клуб объявил о заключении мультимиллионного многолетнего контракта с испанской страховой компанией «Мафре» (MAPFRE, Mutualidad de la Agrupación de Propietarios de Fincas Rústicas de España, испанское произношение «мафре»), в связи с чем название стадиона было официально изменено на «Мафре́ Стэ́диум» (англ. Mapfre Stadium). В конце декабря 2020 года срок сделки «Крю» с Mapfre Insurance истёк и стадион был переименован в «Хисторик Крю Стэдиум».

## Важные спортивные события
На стадионе проходили матчи групповой стадии Чемпионата мира по футболу среди женщин 2003, финальные матчи Открытого кубка США 1999 и 2002 годов и матчи за кубок MLS 2001 и 2015.
В рамках отборочных турниров к чемпионатам мира, с 2001 года сборная США проводит домашние матчи против своего основного соперника, сборной Мексики, именно на этом стадионе. С 2001 по 2013 годы, все четыре матча сборная США выигрывала с одинаковым счётом 2:0. Это мистическое совпадение породило новый клич американских болельщиков, скандирующих «дос-а-серо» (с исп. — «два-ноль») на матчах против Мексики.
| Дата             | Сборные                  | Соревнование                           |
| ---------------- | ------------------------ | -------------------------------------- |
| 29 июля 2000     | MLS Восток 9:4 MLS Запад | «Матч всех звёзд MLS 2000»             |
| 11 октября 2000  | США 0:0 Коста-Рика       | Отборочный турнир чемпионата мира 2002 |
| 28 февраля 2001  | США 2:0 Мексика          | Отборочный турнир чемпионата мира 2002 |
| 7 июня 2001      | США 0:0 Эквадор          | Товарищеский матч                      |
| 6 июля 2003      | США 2:0 Парагвай         | Товарищеский матч                      |
| 13 июня 2004     | США 3:0 Гренада          | Отборочный турнир чемпионата мира 2006 |
| 17 ноября 2004   | США 1:1 Ямайка           | Отборочный турнир чемпионата мира 2006 |
| 30 июля 2005     | Звёзды MLS 4:1 Фулхэм    | «Матч всех звёзд MLS 2005»             |
| 3 сентября 2005  | США 2:0 Мексика          | Отборочный турнир чемпионата мира 2006 |
| 11 февраля 2009  | США 2:0 Мексика          | Отборочный турнир чемпионата мира 2010 |
| 11 сентября 2012 | США 1:0 Ямайка           | Отборочный турнир чемпионата мира 2014 |
| 10 сентября 2013 | США 2:0 Мексика          | Отборочный турнир чемпионата мира 2014 |
| 29 марта 2016    | США 4:0 Гватемала        | Отборочный турнир чемпионата мира 2018 |
| 11 ноября 2016   | США 1:2 Мексика          | Отборочный турнир чемпионата мира 2018 |